# Wusquowhananawkit
Wusquowhananawkit (kod Evan T. Pritcharda Wusquowhannanawkits, kod Trumbulla Wusquowhanawkits u Ind. Names Conn. 91. 1881; =at the pigeon country), Pleme ili banda Nipmuc Indijanaca, naseljena u središnjim dijelovima okruga Worcester u Massachusettsu. O njima se zna da su bili prijatelji Pequota (1636) i možda srodni Wunnashowatuckoogima.